# Bokuyōkan
Bokuyōkan (牧羊館?) es un estilo de Daito ryu Aiki jujutsu fundado por Katsumi Yonezawa ( 米沢 克巳, 1937-1998). Yonewaza fue alumno de Kodo Horikawa (1894-1980) quién fue a su vez alumno del maestro Takeda Sokaku creador o difusor del Aiki Jujutsu
. Kodo funda la escuela Kōdōkai de Daitō-ryū en 1950 en Kitami, Hokkaidō. nombrando a Yonezawa como instructor. Yonewaza introduce el Daito-Ryu Aikijujutsu en México y es un factor fundamental en su difusión en USA y Canadá, pero luego de recibir el 7.º dan decide crear su propia organización, llamada Bokuyōkan. que actualmente está dirigida por su hijo Hiromitsu Yonezawa.

## Escuelas afiliadas
El Bokuyōkan funciona actualmente dirigido desde la central en Hokkaidō y el Yonezawa dojo en USA. Otras filiales del Bokuyōkan están en Canadá (Hiromitsu Dojo), y Alemania (Shinki Dojo).